# Looptroop Rockers

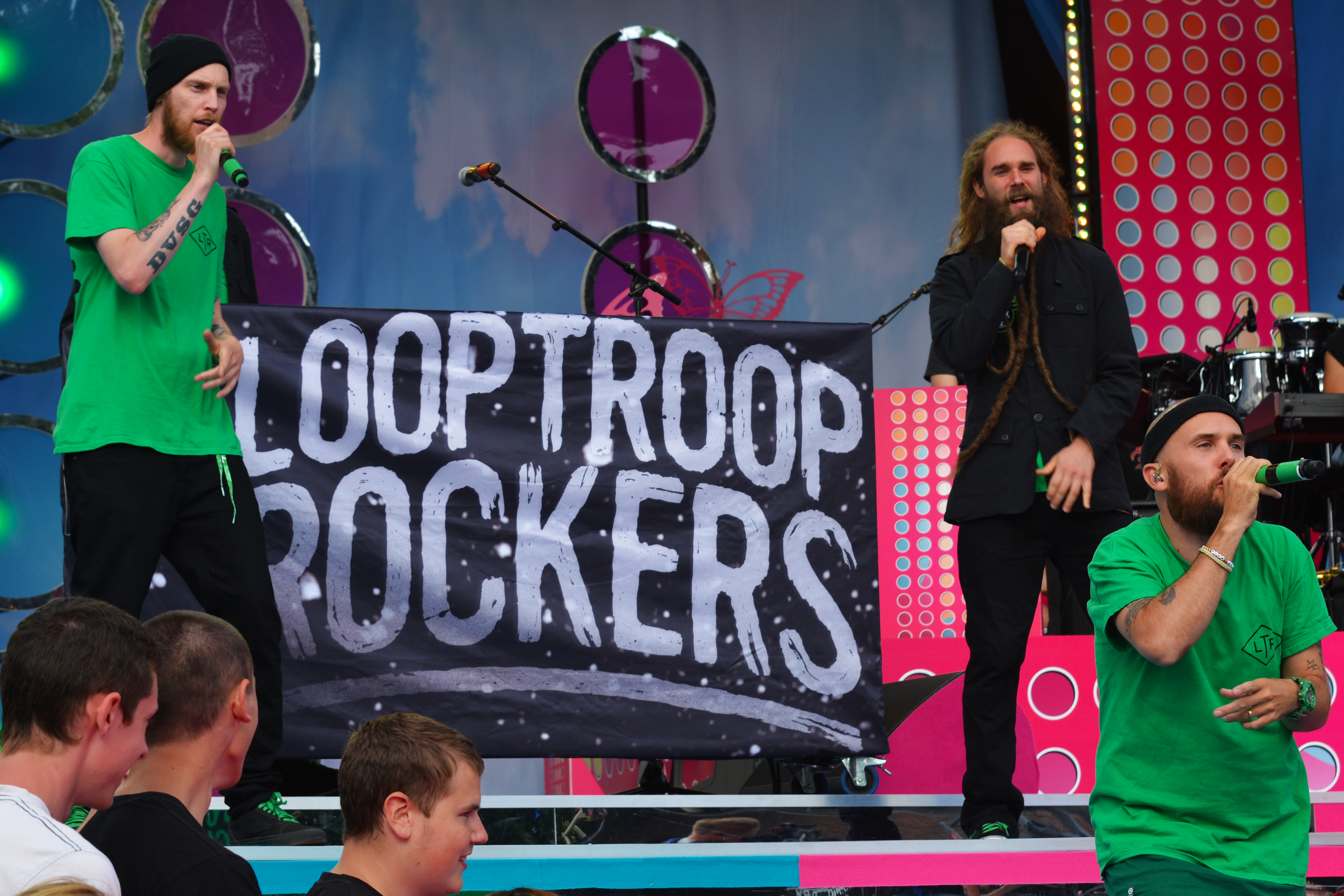
Looptroop (2013)

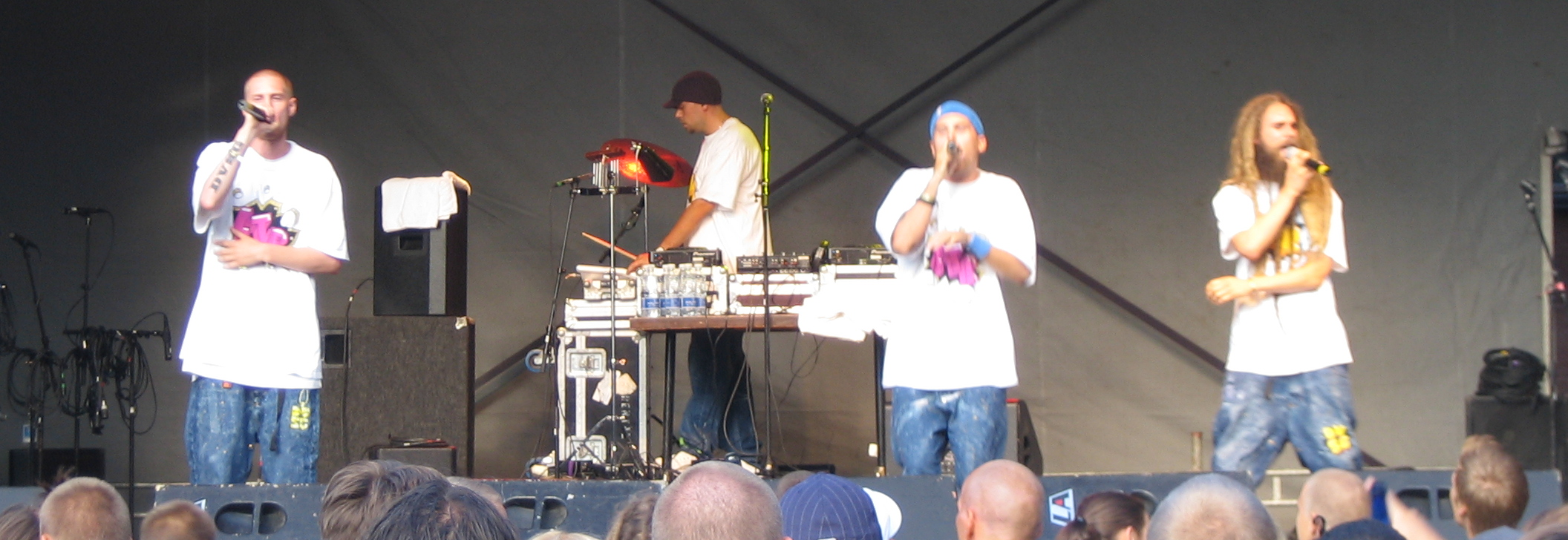
Looptroop live am Swea Reggae Festival 2006

Die Looptroop Rockers, vormals nur Looptroop, sind eine schwedische Hip-Hop-Gruppe. Sie rappen bis auf einige wenige Ausnahmen auf Englisch. Die Looptroop Rockers sind vor allem in Skandinavien und bei nordamerikanischen und europäischen Hip-Hop-Fans beliebt. Ihre Texte beschäftigen sich zu einem Großteil mit klassisch linker Gesellschaftskritik.

## Geschichte
Looptroop wurde 1991 von Promoe und DJ Embee gegründet, die sich bereits aus der Schule kannten. Ein Jahr später trat Cosmic als drittes Mitglied der Gruppe bei. Ihr erstes Tape erschien unter dem Titel Superstars. Nach einer US-Tournee von DJ Embee veröffentlichte Looptroop 1995 ihr zweites Tape Threesicksteez. Auf diesem hatten die Mitglieder bereits mit MC Supreme zusammengearbeitet, der 1996 Vollmitglied der Looptroop wurde. Im gleichen Jahr veröffentlichten sie From the Wax Cabinet.
Zwischen 1996 und 2000 veröffentlichten Looptroop mehrere EPs auf dem eigenen Label David vs. Goliath (David gegen Goliath). Sie waren die erste schwedische Rapgruppe, die ihre Alben komplett selbst aufnahmen und produzierten. In dieser Zeit bestritten sie auch Auftritte mit Gruppen wie den Arsonists, High & Mighty, Mass Influence, Non Phixion, Pharoahe Monch und dem bekannten amerikanischen Rapper Xzibit. Die Gruppe löste wegen der gewaltsamen Texte ihrer Lieder „Jag Sköt Palme“ („Ich erschoss (Olof) Palme“) und „Ring Snuten“ („Ruf die Polizei“) eine Kontroverse aus, nachdem diese im staatlichen Radiosender P3 gespielt worden waren. Das staatliche Radio wurde wegen der Ausstrahlung verklagt, jedoch später freigesprochen.
2000 kam ihr Debütalbum Modern Day City Symphony auf den Markt, das ihnen viel Lob von Kritikern und Fans einbrachte. 2002 folgte der Nachfolger The Struggle Continues. 2005 brachten sie ihr drittes Album Fort Europa heraus. Im Jahr 2008 folgte das vierte und neueste Album Good Things, welches unter dem neuen Bandnamen „Looptroop Rockers“ veröffentlicht wurde.
Promoe veröffentlichte auch solo Alben. Zuerst Government Music, dann Long Distance Runner. Mit seinen Singles Off The Record und These Walls Don't Lie wurde er über Skandinavien hinaus bekannt. 2006 brachte er sein drittes Solo-Album, White Man's Burden. Im Sommer 2007 veröffentlichte er ein B-Seiten Album (Standard Bearer) mit einem Film, der den gleichen Titel hat. Der Film zeigt ein Live-Konzert in Kopenhagen und einige Schaffensprozesse zum dritten Solo-Album.
Mit Rappern wie Timbuktu oder Chords von JuJu Records, einem Label ebenfalls aus Schweden, kamen schon einige Featurings zustande.
Looptroop ist auch auf den Graffiti-Videos Area 08 sowie Area 08 - 2 zu hören. Gerüchtehalber heißt es, dass einige der Akteure in den Videos, die zum größten Teil zeigen, wie illegal Züge bemalt werden, Mitglieder von Looptroop sind.
Anfang 2007 gab Cosmic bekannt, dass er die Gruppe endgültig verlassen wird. Als Grund gab er an, sich aufgrund des vollen Terminplans zu wenig um seine Familie kümmern zu können. Streit zwischen den Gruppenmitgliedern habe es nicht gegeben. Auf dem 2008 veröffentlichten vierten Album Good Things, das unter dem neuen Bandnamen Looptroop Rockers erschien, ist Cosmic allerdings vertreten.
Mitte Mai 2010 gab Rapper Promoe bei einer Show in Helsinki bekannt, dass Cosmic wieder offizielles Mitglied der Band sei und bereits an einem neuen Album gearbeitet wird. Dieses wurde dann im März 2011 unter dem Namen Professional Dreamers veröffentlicht.
Das 25-jährige Gründungsjubiläum feiert die Gruppe 2017 mit 25 Veröffentlichungen in 25 Wochen. Gestartet wurde die Aktion am 28. April 2017 mit der Digital Single City Camo.

## Diskografie
als Looptroop
- 1993: Superstars (Kassette)
- 1995: Threesicksteez (Kassette)
- 1995:  Unsigned Hype (EP)
- 1996: From the Waxcabinet (Kassette)
- 1996: From the waxcabinet (EP)
- 1996: Fuck A Record Deal (EP)
- 1997: Heads or Tails (EP)
- 1998: Punx Not Dead (Kassette)
- 1999: Punx Not Dead (LP)
- 2000: Modern Day City Symphony
- 2002: The Struggle Continues
- 2005: Fort Europa

als Looptroop Rockers
- 2008: Good Things
- 2008: The Hits & The Rarities (10 years anniversary mixtapes)
- 2011: Professional Dreamers
- 2013: Mitt hjärta är en bomb
- 2014: Naked Swedes
- 2018: Motivation Music